# Yvonne Murray
Yvonne Murray (née le 4 octobre 1964 à Musselburgh, Écosse), de son nom de femme Yvonne Murray-Mooney, est une coureuse de fond et de demi-fond écossaise. Elle fut reconnue membre de l'Ordre de l'Empire britannique en 1990. 
Au niveau national, Yvonne Murray fut cinq fois championne d'Écosse en salle. Dans les mêmes conditions, elle fut championne du Royaume-Uni sur 3000 m en 1985 et 1987 ainsi que sur 5000 m en 1983. 
Mais c'est au niveau international que Yvonne Murray remporta ses plus beaux succès. Elle gagna la  médaille de bronze sur 3000m lors des jeux du Commonwealth d'Édimbourg. La même année, elle se classa troisième dans la même discipline, mais cette fois durant les Championnats d'Europe d'athlétisme. En 1987 elle devint championne d'Europe en salle sur 3000 m. 
Lors des Jeux olympiques d'été de 1988, elle monta sur la troisième marche du podium pour le 3000 m. En 1989, elle remporta une très belle course sur 3000 m à un grand prix, avant d'y ajouter une victoire en championnat du monde la même année. 
C'est finalement en 1990 que Yvonne Murray obtient son dernier succès de renommée mondiale sur les pistes en remportant une médaille d'or sur 3000 m Championnats d'Europe d'athlétisme. Cette même année, elle manqua l'occasion de remporter une autre médaille d'or lors des jeux du Commonwealth d'Auckland, en Nouvelle-Zélande. En effet, c'est la canadienne Angela Chalmers qui monta sur la première marche du podium et ce pour seulement une seconde d'avance sur l'écossaise. Toutefois elle eut raison de sa compatriote Liz McColgan dans cette course. Pour ses divers succès, Yvonne Murray fut reconnue membre de l'Ordre de l'Empire britannique. En 1994, elle gagna ses deux dernières médailles de rang national lors des Championnats d'Europe d'athlétisme (médaille d'argent) et des jeux du Commonwealth (médaille d'or). 
En 2007, Yvonne Murray fut admise au Scottish Sports Hall of Fame, traduisible par le Temple de la renommée du sport écossais ou Panthéon du sport écossais.

## Meilleures performances
- 1500 m - 4 min 5,61 s
- 1 mile - 4 min 22,64 s
- 2000 m - 5 min 26,93 s
- 3000 m - 8 min 29,02 s
- 5000 m - 14 min 56,94 s
- 10000 m - 32 min 16,76 s